# Isuzu Motors India
Isuzu Motors India Private Limited (kurz IMI) ist ein Automobil- und Nutzfahrzeughersteller und -händler im indischen Chennai. Es handelt sich um ein Joint Venture von Isuzu Motors Asia (49,6 %), Isuzu (12,4 %) und Mitsubishi Corporation (38 %). Im Jahr 2016 wurde eine leicht abweichende Beteiligungsstruktur angegeben.

## Geschichte

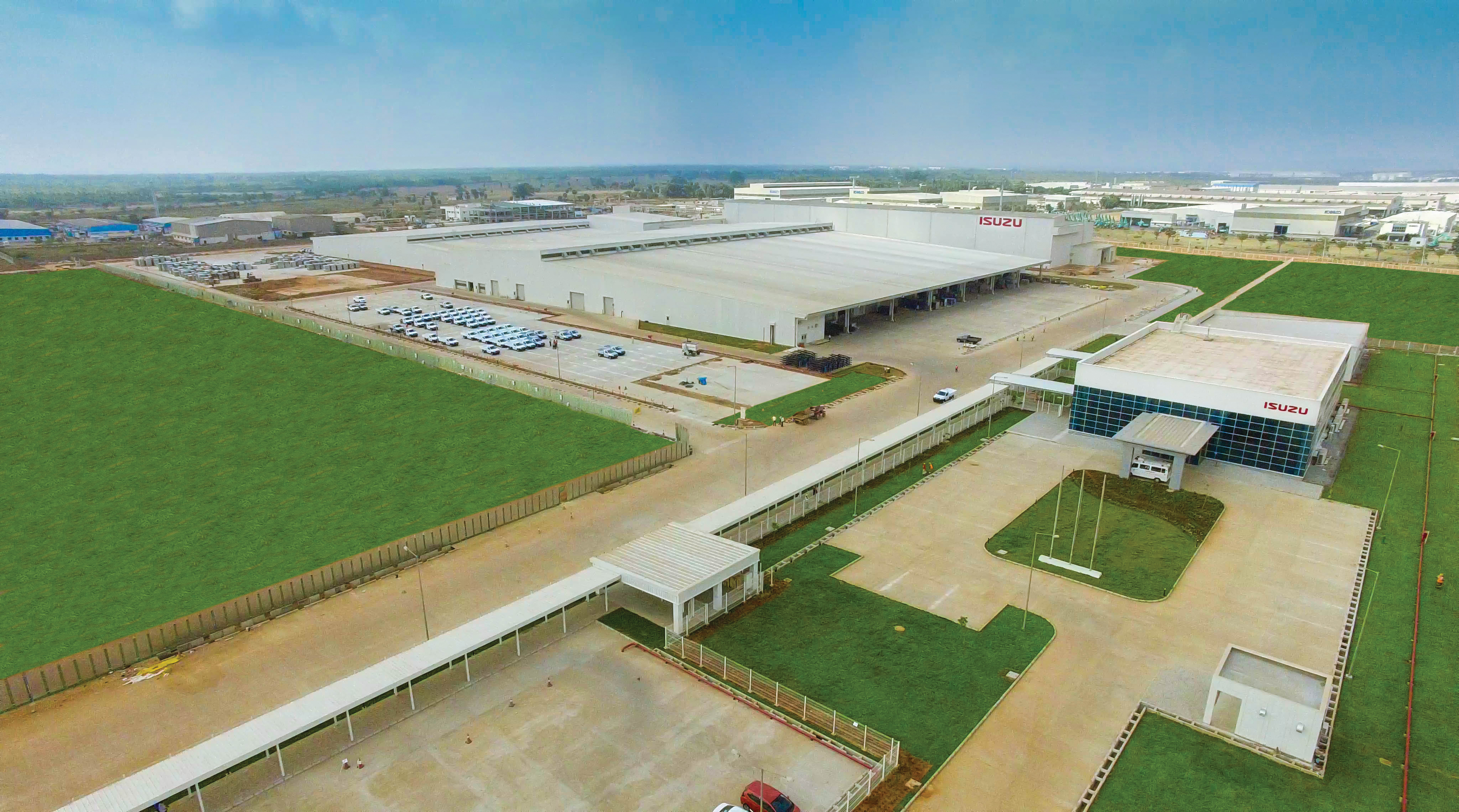
Blick auf das Werk

IMI wurde im August 2012 gegründet. Seit 2013 importiert und verkauft es die Modelle D-Max und Mu-X. Zugleich soll es bis 2016 Produktionsanlagen von Hindustan Motors genutzt haben.
Die eigene Fertigungsanlage wurde 2016 eröffnet. Trotz einer theoretischen Kapazität von 50.000 Einheiten wurden 2016 und 2017 nur 2000 bzw. 4200 Fahrzeuge verkauft. Bis 2018 waren insgesamt 10.000 Exemplare verkauft worden.
Isuzu ist in Indien außerdem mit 15 % an SML Isuzu Limited beteiligt.

## Modelle
Produziert werden die Modelle D-Max und Mu-7.